# オーストリアワイン

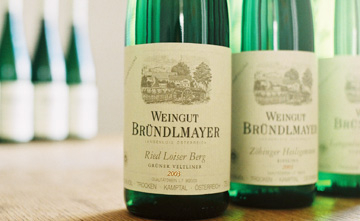
オーストリアで最も多く栽培されている グリューナー・ヴェルトリーナー種から作られたワイン

オーストリアワインはオーストリア産のワインである。

## 概要
オーストリアワインの多くは辛口の白ワインである（主にグリューナー・ヴェルトリーナー種から製造されている）。デザートワイン系の白も製造されており、ノイジードル湖周辺産の栽培・搾取が難しい氷点下7℃の凍てつくブドウ畑で熟成した貴腐ぶどうから造られる貴腐ワイン（自然の甘さを売りにするデザートワインの一種でアイスワインのこと）も、オーストリアワインの魅力のひとつと言える。赤ワインは30%程度であり、ブラウフレンキッシュ種やブラウアー・ポルトギーザー種、ピノ・ノワール種、オーストリアで品種改良されたツヴァイゲルト種が用いられている。オーストリアでは、もともと独自の品質区分があり、それがEUの分類枠内でも運営されるようになった。
そのため、世界各国より「確かな品質を持つワイン」として認知され、近年さらに注目が集まっている。
この国は世界でも最も高価なワイングラスのメーカーであるリーデル社の本拠地でもある。

## ブドウの品種概要

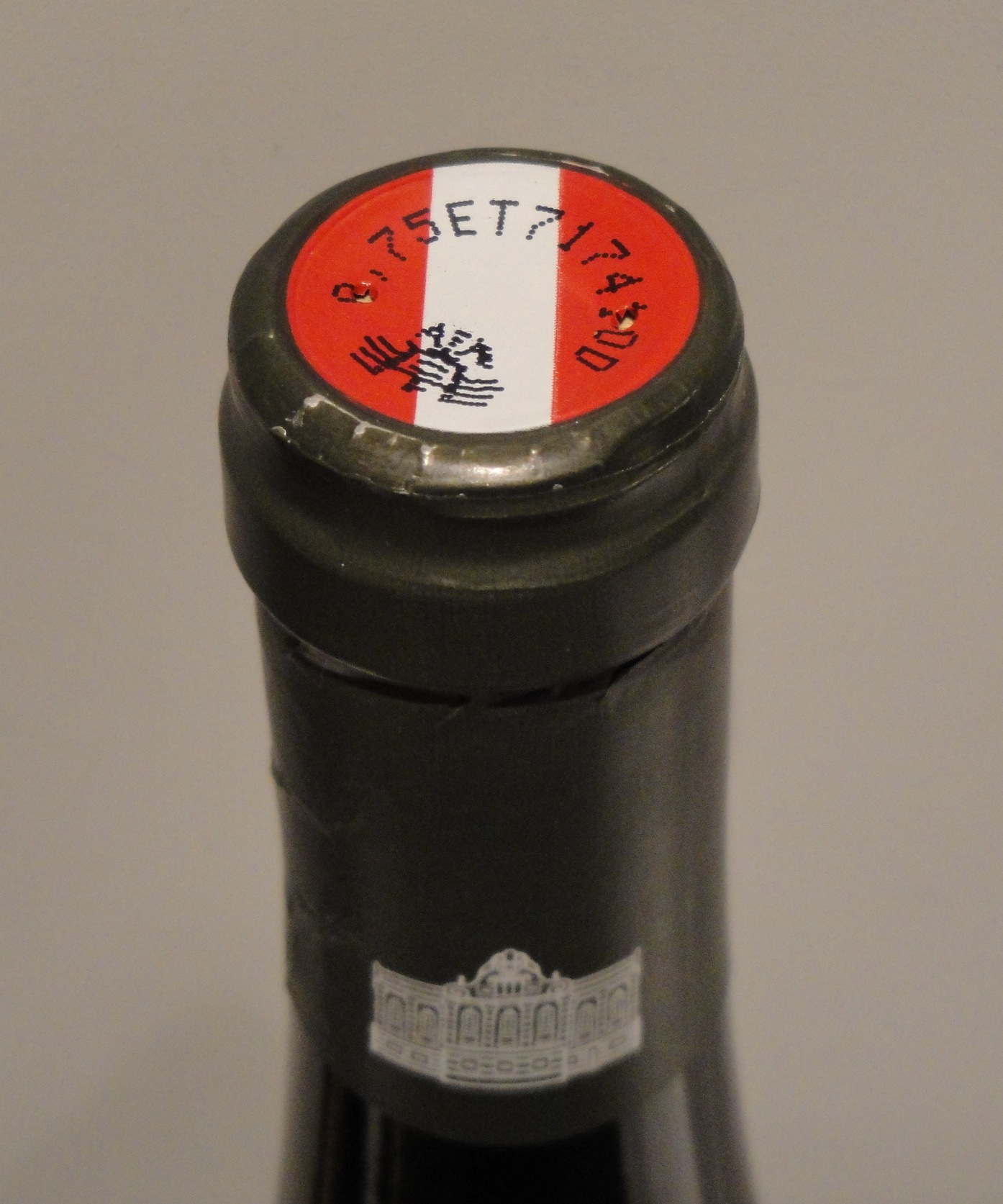
クオリテーツヴァイン級以上のワインに冠されるラベル

表の通り、グリューナー・ヴェルトリーナー種がオーストリアで多く用いられている種である。この種からは辛口の白ワインが作られ、Heurigerのような短期熟成ワインから、シュペートレーゼ（Spätleses）のような長期熟成に適したものまである。古来からのヴェルシュリースリング種（Welschriesling）は、ノイジードル湖周辺の貴腐ワインの原料となる。この種はミュラー・トゥルガウ種同様、辛口の短期熟成ワインにも用いられる。
ノイブルガー種（en:Neuburger）は1850年代にドナウ河の漂流貨物から発見されたと伝えられてきたが、現在ではシルヴァーナー種と古来のローター・ヴェルトリーナー種の掛け合わせで作られたものと判明している。フリュアーローター・ヴェルトリーナー種（en:Frühroter Veltliner）はマルヴァジーアという別名でも呼ばれているが、東地中海のMalvasia系の種との関連が推測されている。ムスカット・オットネル種（en:Muscat Ottonel）はブーヴィエ種と同様、ノイジードル湖周辺のデザートワインの原料として用いられているが、これはmuscat familyの近縁種であり、トカイワインに用いられているオレムス種の祖先に当たる。
クロスターノイブルクで、ヴェルシュリースリング種とオランジェトラウベ種から掛け合わされたゴルトブルガー種（en:Goldburger）には高い期待が寄せられていたが、一過性のブームで終わってしまった。ツィアファンドラー種とロートギプフラー種はテルメンレギオン地方の土着のブドウであるが、これらをブレンドしシュペットロート・ロートギプフラー（en:Spätrot-Rotgipfler）ワインが製造されている。オーストリアではピノ・グリ種はルーレンダーや、グラウアー・ブルグンダーとも呼ばれていることは特筆に値する。同様に、ピノ・ブラン種はヴァイスブルグンダーと呼称され、ソーヴィニヨン・ブラン種はムスカット・シルヴァネールとしても知られている。リースリング種はドイツにおいてほど用いられていないにせよ、オーストリアの辛口白ワインの重要な一角を占めている。
1920年代から、クロスターノイブルク（ウィーン市のカーレンベルク山裏手に広がる広大なブドウ畑と大修道院で有名）地区でツヴァイゲルト（Blaufränkisch × St. Laurent cross）と、ブラウブルガー種（Blaufränkisch × BlauerPortugieser）がよく醸造されていて今ではオーストリアの赤ワインの大勢を占めている。前者は熟成を経て、個性的な味のワインに仕上げられ、後者は育てやすく、さまざまなワインにブレンドされている。どちらの種も、短期熟成で軽やかな味を楽しむことにも用いられる。
ブラウフレンキッシュ種とブラウアー・ポルトギーザー種はこの地域の伝統的な赤ブドウであり、ハンガリーのエグリ・ピカヴェール（雄牛の血の意）ワインの一部にも使われることがある。この他に、フルーティーな味わいのブラウアー・ポルトギーザー種や、19世紀半ばにフランスから持ち込まれ、ピノ・ノワールの子孫と考えられ育てるのが難しい、深い熟成味を誇るサンクト・ラウレント（en:Saint Laurent）種などがある。

## 白ワインに用いられる品種
・Gruner Veltliner グリューナー・ヴェルトリーナー
胡椒のようなスパイスの混じる、リンゴとパイナップルといった果実の香り。辛口から高貴な甘口まで、非常に幅広いワインとなる。オーストリアでは最も生産量の多いぶどうの品種。
・Welschriesling ヴェルシュリースリング
青リンゴ、柑橘類ドライフラワーといったフルーティでスパイシーな香り。生き生きとした酸味のあるスパークリングから、トロッケンベーレンアウスレーゼまで、非常に広範囲なスタイルのワインとなる。
・Weissburgunder ヴァイスブルグンダー（ピノ・ブラン）
若いワインには花の香りと心地よい酸があり、熟成するとパンやナッツの香りが出てくる。セラーで寝かせておくと、熟成はゆっくりと進み、味わいが向上する。
・Riesling リースリング
ピーチやアプリコットなどの風味が主体で、トロピカルフルーツ風味が加わる。若いリースリングは、鮮烈な果実味と風味がある。ゆっくりと熟成を経たワインは、バラのような香りを伴う。
・Morillon モリヨン（シャルドネ）
世界中に植えられ、シャンパーニュのベースワインにもなっている。成熟レベルにより、ワインは飲みやすいものから、完熟した力強いものまで幅広い。
・Gelber Muskateller ゲルバー・ムスカテラー
ナツメグや柑橘類、そして上品なハーブやスパイスの、ブドウ品種本来の気品ある芳香性に富む。わくわくさせるような元気の良い酸が特徴。食前酒から、エキゾチックな料理へまで、多彩な飲み方ができる。

## 赤ワインに用いられる品種
・Zweigelt ツヴァイゲルト
オーストリアで最も広く栽培されている赤品種のぶどうで、やや紫赤っぽいタンニンの強いワインとなる。十分熟成すると、フルボディでサワーチェリーの風味を持つワインとなる。早飲み用の木樽のワインから、力強い熟成のフルーティな高級ワインまで幅広く存在する。
・Blaufränkisch ブラウフレンキッシュ
ブラックベリー、チェリー、シナモン的なスパイスの香り。生き生きとした果実の酸と、しっかいとしたタンニンが特徴。十分熟成させることで、こなれた味わいとなってくる。
・Blauer Burgunder ブラウアー ブルグンダー（ピノ・ノワール）
ブルゴーニュを故郷とし、世界中で栽培される品種。薄めの色調で上品な酸味。ストロベリー、ラズベリー、チェリーの高貴な香りが特徴。
・Cabernet Sauvignon カベルネ・ソーヴィニヨン
若いワインは、フルーティーで、力強いタンニンが特徴。小樽での長い熟成より、ロースト香やカシス香など、個性溢れる酸味のあるワインとなってくる。
・Merlot メルロー
カベルネ・ソーヴィニヨンと比べ、タンニンと酸が少ないため、その味わいはまろやか。スパイス、カシスの風味があり、バランスの良いワイン。